# 盛秋平
盛秋平（1968年9月—），浙江新昌人，男，汉族，中华人民共和国政治人物。现任中华人民共和国商务部副部长。

## 生平
2014年06月，任义乌市市长。
2015年12月，任金华市委常委、义乌市委书记。
2018年02月，任浙江省商务厅厅长、党组书记。
2021年12月，任商务部党组成员、部长助理。
2022年5月，任商务部副部长。